# Eddie O'Brien (baseball)
Pour les articles homonymes, voir Edward O'Brien.
Edward Joseph O'Brien, né le 11 décembre 1930 et mort le 21 février 2014, est un joueur de baseball américain. Il a évolué dans les ligues majeures de baseball au poste d'arrêt-court, voltigeur et lanceur. Il est le frère jumeau de Johnny O'Brien, également joueur de baseball dans les ligues majeures. Il a effectué l'intégralité de sa carrière au sein des Pirates de Pittsburgh.
Après sa carrière en tant que joueur, il a été instructeur au sein de l'éphémère club des Pilots de Seattle.